# PNQX
PNQX je antagonist NMDA receptora.